# 1914 Гартбеспортдам
1914 Гартбеспортдам (1914 Hartbeespoortdam) — астероїд головного поясу, відкритий 28 вересня 1930 року.
Тіссеранів параметр щодо Юпітера — 3,501.